# Caracal aurata
Il gatto dorato africano (Caracal aurata Temminck, 1827) è un felino selvatico diffuso nelle foreste pluviali dell'Africa occidentale e centrale che è stato classificato come vulnerabile dalla IUCN. Il suo corpo misura 61–101 cm, e la coda 16–46 cm. È parente stretto sia del caracal che del serval. In passato, veniva classificato nel genere Profelis.

## Tassonomia ed etimologia
|  | Pardofelis marmorata (Gatto marmorizzato)                                                                          |
|  | |
|  | \| \| Catopuma temminckii (Gatto dorato asiatico) \| \| \| \| \| \| C. badia (Gatto dorato del Borneo) \| \| \| \| |
|  | |
|  | Catopuma temminckii (Gatto dorato asiatico)                                                                        |
|  | |
|  | C. badia (Gatto dorato del Borneo)                                                                                 |
|  | |

|  | Catopuma temminckii (Gatto dorato asiatico) |
|  |                                             |
|  | C. badia (Gatto dorato del Borneo)          |
|  |                                             |

|  | Pardofelis marmorata (Gatto marmorizzato)                                                                          |
|  | |
|  | \| \| Catopuma temminckii (Gatto dorato asiatico) \| \| \| \| \| \| C. badia (Gatto dorato del Borneo) \| \| \| \| |
|  | |
|  | Catopuma temminckii (Gatto dorato asiatico)                                                                        |
|  | |
|  | C. badia (Gatto dorato del Borneo)                                                                                 |
|  | |

|  | Catopuma temminckii (Gatto dorato asiatico) |
|  |                                             |
|  | C. badia (Gatto dorato del Borneo)          |
|  |                                             |

|  | Leptailurus serval (Serval)                                                                     |
|  |                                                                                                 |
|  | \| \| Caracal caracal (Caracal) \| \| \| \| \| \| C. aurata (Gatto dorato africano) \| \| \| \| |
|  |                                                                                                 |
|  | Caracal caracal (Caracal)                                                                       |
|  |                                                                                                 |
|  | C. aurata (Gatto dorato africano)                                                               |
|  |                                                                                                 |

|  | Caracal caracal (Caracal)         |
|  |                                   |
|  | C. aurata (Gatto dorato africano) |
|  |                                   |

|  | Pardofelis marmorata (Gatto marmorizzato)                                                                          |
|  | |
|  | \| \| Catopuma temminckii (Gatto dorato asiatico) \| \| \| \| \| \| C. badia (Gatto dorato del Borneo) \| \| \| \| |
|  | |
|  | Catopuma temminckii (Gatto dorato asiatico)                                                                        |
|  | |
|  | C. badia (Gatto dorato del Borneo)                                                                                 |
|  | |

|  | Catopuma temminckii (Gatto dorato asiatico) |
|  |                                             |
|  | C. badia (Gatto dorato del Borneo)          |
|  |                                             |

|  | Pardofelis marmorata (Gatto marmorizzato)                                                                          |
|  | |
|  | \| \| Catopuma temminckii (Gatto dorato asiatico) \| \| \| \| \| \| C. badia (Gatto dorato del Borneo) \| \| \| \| |
|  | |
|  | Catopuma temminckii (Gatto dorato asiatico)                                                                        |
|  | |
|  | C. badia (Gatto dorato del Borneo)                                                                                 |
|  | |

|  | Catopuma temminckii (Gatto dorato asiatico) |
|  |                                             |
|  | C. badia (Gatto dorato del Borneo)          |
|  |                                             |

|  | Leptailurus serval (Serval)                                                                     |
|  |                                                                                                 |
|  | \| \| Caracal caracal (Caracal) \| \| \| \| \| \| C. aurata (Gatto dorato africano) \| \| \| \| |
|  |                                                                                                 |
|  | Caracal caracal (Caracal)                                                                       |
|  |                                                                                                 |
|  | C. aurata (Gatto dorato africano)                                                               |
|  |                                                                                                 |

|  | Caracal caracal (Caracal)         |
|  |                                   |
|  | C. aurata (Gatto dorato africano) |
|  |                                   |

Il gatto dorato africano viene classificato nella sottofamiglia Felinae della famiglia Felidae. La specie venne descritta per la prima volta dallo zoologo olandese Coenraad Jacob Temminck a partire da alcune pelli provenienti dall'Africa occidentale messe in vendita in un museo di Londra. Temminck battezzò una pelle color bruno-rossastro con macchie sbiadite Felis aurata e una pelle grigiastra F. celidogaster; quest'ultima era completamente ricoperta da macchie scure e aveva la coda rossa. Successivamente, una pelle grigio-brunastra proveniente dalla Sierra Leone venne descritta come F. neglecta, un colore castano come F. rutilus, un color grigio scuro come F. chrysothrix cottoni, e una nera proveniente dal Congo-Brazzaville come F. maka.
La classificazione e le relazioni filogenetiche del gatto dorato africano sono rimaste incerte per lungo tempo. In passato esso è stato a varie riprese classificato nei generi Catopuma, Felis o Profelis. Tuttavia, degli studi effettuati nel 2006 e nel 2009 hanno dimostrato che il gatto dorato africano è un parente molto stretto del caracal (Caracal caracal). Queste due specie, assieme al serval (Leptailurus serval), formano una delle otto linee evolutive di Felidae. Questa linea evolutiva comparve circa 8,5 milioni di anni fa. Più di recente, il gatto dorato africano è stato inserito nel genere Caracal. Il gatto dorato africano somiglia molto al gatto dorato asiatico, ma le due specie non sono strettamente imparentate.
Vengono identificate due sottospecie:
- C. a. aurata Temminck, 1827, comprendente le popolazioni allopatriche.
- C. a. cottoni Lydekker, 1907, talvolta considerata una forma semi-melanica a causa del polimorfismo rosso o grigio e delle incertezze riguardo alla località tipo. Esemplari simili a C. a. cottoni sono stati rinvenuti in località al di fuori dell'areale del gatto dorato africano in habitat particolarmente umidi, ed esemplari tenuti in cattività sono stati perfino visti cambiare il colore del pelo tra la tipica colorazione rossa e quella propria della forma grigio scura in seguito alla muta[10].

Alcuni autori indicano come sottospecie C. a. celidogaster invece di C. a. cottoni, restringendo la supposta sottospecie C. a. aurata a est del fiume Congo, e C. a. celidogaster a ovest del fiume Cross, in Gambia e in Gabon..

## Descrizione

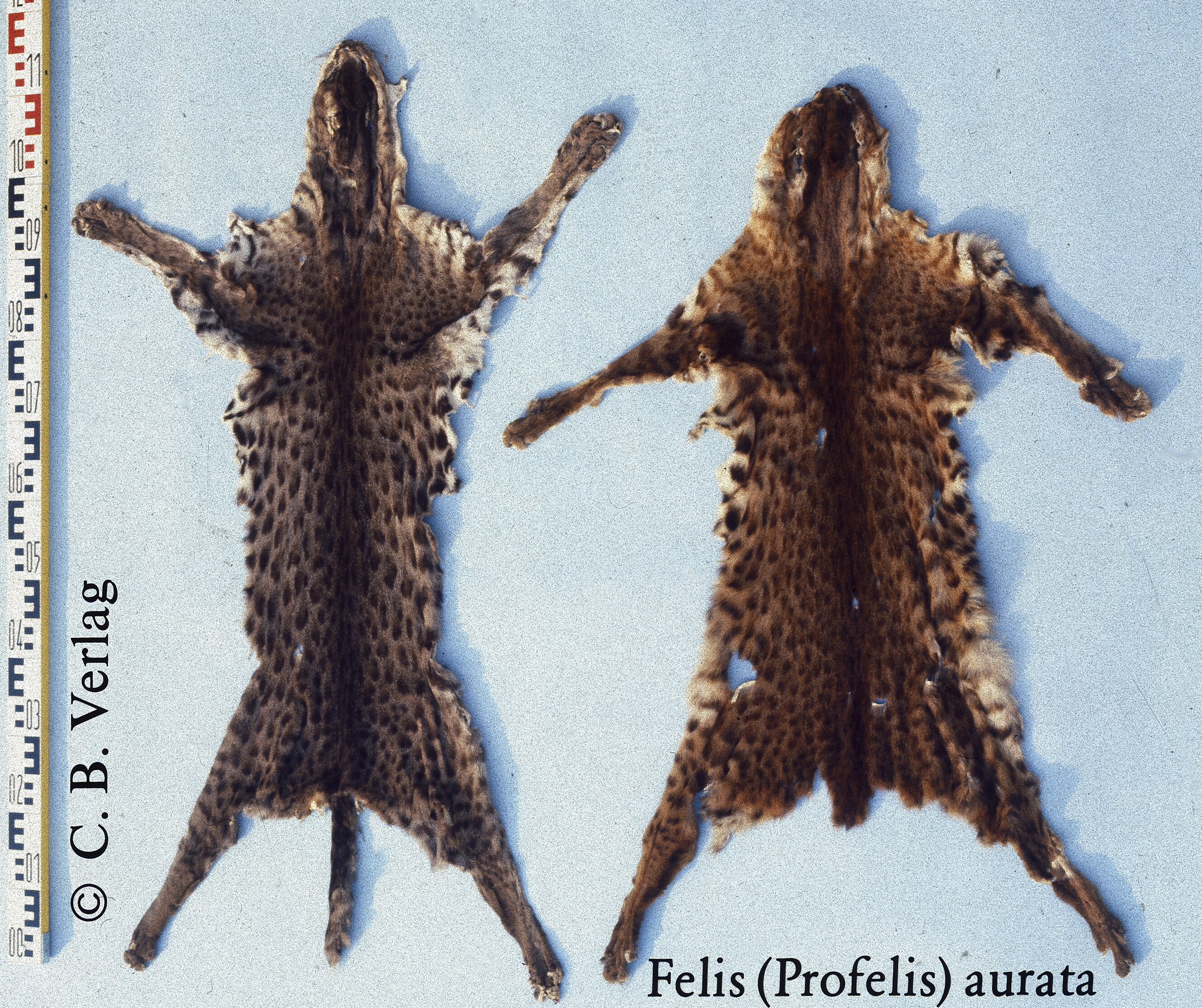
Pelli di gatto dorato africano.

Il gatto dorato africano è grande circa il doppio di un gatto domestico. La sua testa arrotondata è molto piccola se paragonata alle dimensioni del corpo. Ha una costituzione pesante, con zampe lunghe e tozze, coda relativamente breve e grandi piedi. La lunghezza del corpo generalmente varia, da una parte all'altra dell'areale, tra i 61 e i 101 cm. La coda misura 16–46 cm, e l'altezza al garrese è di circa 38–55 cm. Questo felino pesa circa 5,5–16 kg; i maschi sono più pesanti delle femmine.
La colorazione della pelliccia del gatto dorato africano è variabile, spaziando dal castano al bruno-rossastro, dal bruno-grigiastro all'ardesia scuro. Alcuni esemplari sono maculati, con macchie che variano dal marrone molto chiaro al nero intenso. In altri le macchie sono limitate al ventre e alla parte interna degli arti. Le regioni inferiori e le aree attorno agli occhi, le guance, il mento e la gola hanno una colorazione più chiara, talvolta quasi bianca. La coda è più scura sul lato dorsale e può essere molto fasciata, poco fasciata o di colore uniforme, ma termina sempre con una punta nera. Gli esemplari della parte occidentale dell'areale tendono ad essere molto più maculati di quelli della parte orientale. In passato si riteneva che le due forme cromatiche, la fase rossa e la fase grigia, indicassero due specie separate, piuttosto che semplici variazioni della stessa specie. Esistono anche esemplari melanici, ma non sono molto comuni. Nonostante l'ampia gamma cromatica della colorazione del manto, le pelli del gatto dorato africano si possono riconoscere dalla presenza di una caratteristica cresta di pelo davanti alle scapole, dove i peli cambiano direzione.
In generale, possiamo affermare che il gatto dorato africano somiglia al caracal, ma ha orecchie più corte e prive di ciuffetti, una coda più lunga e una faccia più breve e arrotondata. Ha orecchie piccole e rotonde e occhi di colore variabile dall'azzurro chiaro al marrone.

## Distribuzione e habitat
Il gatto dorato africano abita le foreste tropicali dal livello del mare fino a 3000 m di altitudine. Predilige le foreste fitte e umide con un folto sottobosco, e viene spesso avvistato in prossimità dei fiumi, ma può essere rinvenuto anche in foreste nebulose, foreste di bambù e brughiere di alta quota. Il suo areale si estende dal Senegal ad ovest al Kenya ad est, e dalla Repubblica Centrafricana a nord all'Angola settentrionale a sud.

## Biologia
A causa delle abitudini estremamente riservate, conosciamo ben poco sul comportamento dei gatti dorati africani. Sono animali solitari, e hanno generalmente abitudini crepuscolari o notturne, nonostante siano stati visti cacciare anche durante il giorno, a seconda della disponibilità locale delle prede.
I gatti dorati africani sono in grado di arrampicarsi, ma cacciano prevalentemente sul terreno. Si nutrono soprattutto di procavie arboricole e roditori, ma catturano anche uccelli, piccole scimmie, cefalofi, piccoli di ilochero e piccole antilopi. È noto che talvolta uccidano anche pollame domestico e altri animali da cortile.

### Riproduzione
Tutto ciò che sappiamo sulle abitudini riproduttive del gatto dorato africano si basa su osservazioni compiute in cattività. Questa specie, infatti, si riproduce facilmente in cattività. La madre partorisce uno o due piccoli dopo un periodo di gestazione di circa 75 giorni. Questi pesano 180-235 g, ma crescono e si sviluppano rapidamente rispetto ai piccoli di altre specie di piccoli felini. In un caso documentato un gattino di appena 16 giorni di età riuscì a scalare un muro di 40 cm, manifestando un elevato grado di agilità per una creatura così piccola. I piccoli aprono gli occhi ad una settimana dalla nascita, e sono svezzati a 6-8 settimane. Le femmine raggiungono la maturità sessuale a 11 mesi di età, ma i maschi non sono in grado di riprodursi fin verso i 18 mesi.
In cattività questi felini possono vivere fino a 12 anni, ma la loro durata di vita in natura è sconosciuta.

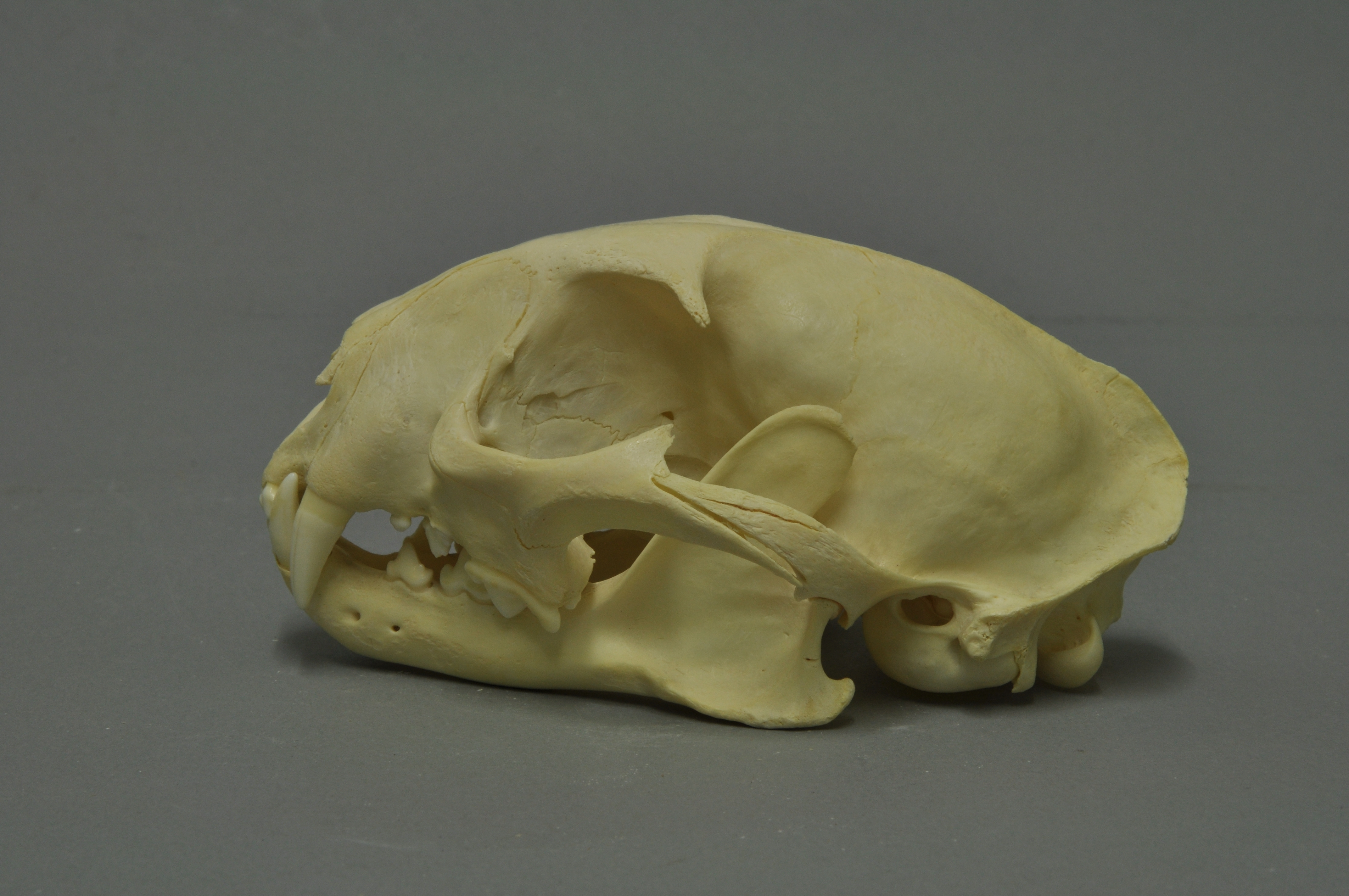
Il cranio.

## Minacce
Il gatto dorato africano è minacciato dalla deforestazione su larga scala delle foreste pluviali tropicali, che vengono abbattute per fare spazio a coltivazioni di palma da olio, miniere e strade. Viene anche cacciato per la sua carne, in particolare nel bacino del Congo.

## Conservazione
Il gatto dorato africano compare nell'Appendice II della CITES. La caccia è proibita in Angola, Benin, Burkina Faso, Congo, Costa d'Avorio, Ghana, Kenya, Liberia, Nigeria, Repubblica Democratica del Congo, Ruanda e Sierra Leone. In Gabon, Liberia e Togo, la caccia è regolamentata.